# Zygaenosia fumosa
Zygaenosia fumosa là một loài bướm đêm thuộc phân họ Arctiinae, họ Erebidae.